# Jardines del Príncipe
Los Jardines del Príncipe están situados en Tortosa, España. Ocupan, con sus esculturas, los antiguos jardines del balneario, fundado por el sr. Porcar y Tió.

## Historia
Desde principios del siglo XIX se conocen las propiedades medicinales del agua de la finca de los Tió, que por lo que parece era el antiguo huerto de Santa Rosa de las monjas clarisas. No obstante, será necesario llegar a mitad del siglo XIX para empezar a pensar en un balneario. Se tiene noticia del análisis de las aguas de las tres fuentes: de la Esperanza, de la Salud y de San Juan, realizados por eminentes analistas; en el año 1848 se habla ya de los baños de Tió con los jardines adornados con 26 esculturas y diversos juegos de agua.
En el año 1890 se edita un plano de la ciudad, donde aparece señalado el balneario y bien delimitado con un trazado de color gris. Se anuncia con un dibujo donde se ve el jardín prácticamente tal y como se ha conocido hasta nuestros días.
La primera referencia en las actas municipales, es del 12 de agosto de 1891 y se acuerda deshacer determinadas obras que complican el plan de ensanche de 1886. Son obras de cierre que afectan básicamente a los Jardines.
En consecuencia, se puede afirmar sin margen de error que los jardines románticos del Balneario conservan su urbanización, aunque dividida por el acceso al Parador de Turismo llevado a cabo en la década de 1970. En el año 1942 las monjas salesianas que proyectaban instalarse en Tortosa, adquieren el Balneario para hacer su nueva escuela y noviciado.
El Ayuntamiento de Tortosa adquirió el conjunto del antiguo balneario una vez que las monjas dejaron de residir en la ciudad el 23 de octubre de 1970. Finalmente el 10 de abril de 1989, el Ayuntamiento aprobó la propuesta de la Fundación José Celma Prieto de hacer un museo de esculturas en los jardines del antiguo balneario que volvería así a su concepto inicial de mediados del siglo XIX. La colección se ha centrado en un tema monográfico y en un único escultor, Santiago de Santiago; el tema, «El hombre, su motivación y su destino».
Como afirma el escultor, su pretensión es narrar la historia de la humanidad a través de sus caracteres más significativos. En una primera fase, los momentos y hechos más notables, los actos más remarcables de la historia del mundo, y en primer lugar el sentido religioso común a todas las civilizaciones: la dualidad entre el bien y el mal, protagonista de la visión espiritual del hombre en cualquier época y en cualquier cultura. 
El Ayuntamiento de Tortosa aprobó el 23 de agosto de 1991 dar el nombre de Jardines del Príncipe a los antiguos jardines del Balneario, restaurados en una primera fase por la Escuela Taller San Joan, para albergar la colección escultórica de Santiago de Santiago. Veintitrés grupos escultóricos, un conjunto de obra remarcablemente extenso en el marco de la recuperación de un espacio tan notable para la memoria ciudadana. Los jardines fueron inaugurados por el Príncipe de Asturias el 23 de septiembre de 1991.

## Puntos de interés

### El hombre, su motivación y su destino
Como afirma el escultor, su pretensión es narrar la historia de la humanidad a través de sus caracteres más significativos. En una primera fase, los momentos y hechos más notables, los actos más remarcables de la historia del mundo, y en primer lugar el sentido religioso común a todas las civilizaciones: la dualidad entre el bien y el mal, protagonista de la visión espiritual del hombre en cualquier época y en cualquier cultura. 

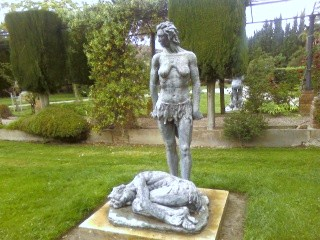
La Fraternidad.
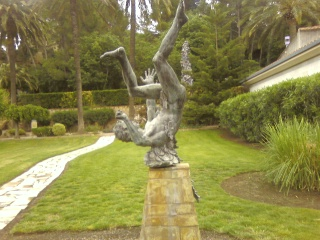
Luzbel.
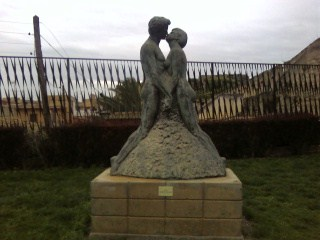
Amor.
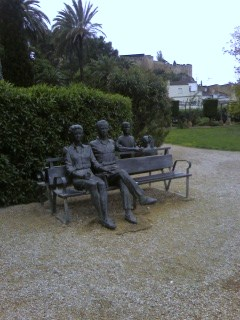
Familia.
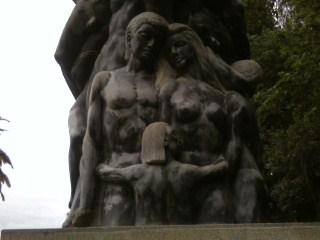
La lucha de la Humanidad (detalle).
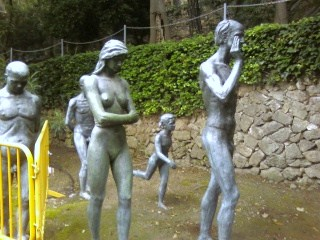
El Peso de la Vida.
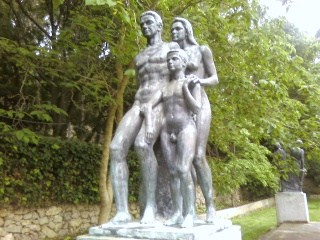
Inicio de la vida
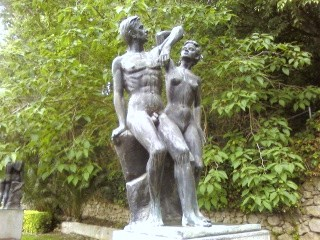
Hombre en Particular